# آن برنتيس
آن برنتيس (بالإنجليزية: Ann Prentiss)‏ هي ممثلة أمريكية، ولدت في 27 نوفمبر 1939 في سان أنطونيو في الولايات المتحدة، وتوفيت في 12 يناير 2010 في لوس أنجلوس في الولايات المتحدة بسبب مرض.

## وصلات خارجية
- آن برنتيس على موقع IMDb (الإنجليزية)
- آن برنتيس على موقع إن إن دي بي (الإنجليزية)
- آن برنتيس على موقع قاعدة بيانات الفيلم (الإنجليزية)